# Мазсалацский край
Ма́зсалацский край (латыш. Mazsalacas novads) — административно-территориальная единица на севере Латвии, в историко-культурном регионе Видземе. Край состоит из четырёх волостей и города Мазсалаца, который является центром края. Население на 1 января 2010 года составило 3953 человека. Площадь края — 417 км².
Край был образован 1 июля 2009 года из части расформированного Валмиерского района.

## Национальный состав
Национальный состав населения края по итогам переписи населения Латвии 2011 года распределён таким образом:
| Национальность | Численность, чел. (2011) | %        |
| -------------- | ------------------------ | -------- |
| Латыши         | 3170                     | 91,62 %  |
| Русские        | 167                      | 4,83 %   |
| Белорусы       | 35                       | 1,01 %   |
| Украинцы       | 31                       | 0,90 %   |
| Поляки         | 15                       | 0,43 %   |
| Литовцы        | 12                       | 0,35 %   |
| Другие         | 30                       | 0,87 %   |
| всего          | 3460                     | 100,00 % |

## Территориальное деление
- город Мазсалаца (латыш. Mazsalaca)
- Мазсалацская волость (латыш. Mazsalacas pagasts; центр — Мазсалаца)
- Раматская волость (латыш. Ramatas pagasts; центр — Рамата)
- Селинская волость (латыш. Sēļu pagasts; центр — Сели)
- Сканькалнская волость (латыш. Skaņkalnes pagasts; центр — Мазсалаца)